# Hoofddorpweg
De Hoofddorpweg in de Hoofddorppleinbuurt van Amsterdam-Zuid werd aangelegd in de jaren 20 op het grondgebied van de in 1921 door Amsterdam geannexeerde gemeente Sloten. Deze gemeente Sloten had voordien al plannen gemaakt voor een nieuwbouwwijk ten westen van de Sloterkade, maar de plannen werden in gewijzigde vorm uitgevoerd door de gemeente Amsterdam als onderdeel van het Plan West.
De Hoofddorpweg is vernoemd naar Hoofddorp in de Haarlemmermeer. Andere straten in de Hoofddorppleinbuurt zijn eveneens vernoemd naar plaatsen ten zuidwesten van Amsterdam. Sinds 1927 is de Hoofddorpweg via de Zeilbrug verbonden met de Zeilstraat en verdere omgeving van de Amstelveenseweg.
Tot de indeling in stadsdelen maakte de Hoofddorpweg onderdeel uit van het Overtoomse Veld. Vanaf 1990 werd de buurt ingedeeld bij stadsdeel Amsterdam-Zuid.